# Sestrimo Glacier
Sestrimo Glacier är en glaciär i Antarktis. Den ligger i Västantarktis. Argentina, Chile och Storbritannien gör anspråk på området. Sestrimo Glacier ligger 495 meter över havet.
Terrängen runt Sestrimo Glacier är huvudsakligen kuperad, men västerut är den bergig. Terrängen runt Sestrimo Glacier sluttar norrut. Trakten är obefolkad. Det finns inga samhällen i närheten.